# Margherita Granbassi
Margherita Granbassi (n. 1 septembrie 1979, Trieste, Italia) este o fostă scrimeră italiană specializată pe floretă, triplă campioană mondială (în 2004, 2006 și 2009) și dublă campioană europeană (în 2001 și 2005). A fost laureată cu bronz atât la individual, cât și pe echipe din cadrul Jocurilor Olimpice din 2008 de la Beijing.

## Carieră
S-a născut într-o familie de origine luxemburgheză. Bunicul său, Mario, și-a schimbat numele Niederkorn în „traducerea” italiană, Granbassi. Ea s-a apucat de scrimă la vârsta de opt ani, luând exemplul fraților mai mari Manlio și Franz. Primul antrenor a fost Dario Codarin la clubul Gemina din San Giorgio di Nogaro, apoi ea a fost formată de Andrea Magro la Udine. În anul 1991 a câștigat campionatul național al Italiei la categoria de vârsta. Trei ani mai târziu s-a alăturat echipei naționale de cadeți și juniori. În 1995 a devenit vicecampioana mondială la categoria cadeți.
La Jocurile Olimpice de vară din 2000 ea a însoțit echipa Italiei ca sparring-partner. În anul următor s-a alăturat lui Centro Sportivo Carabinieri. A fost aleasă ca rezervă la Campionatul European din 2001 de la Koblenz, cucerind prima sa medalie la o competiție majoră de seniori. Totuși, nu a putut să participe la Campionatul Mondial din același an, după ce s-a rănit la genunchi stâng.
În 2004 a devenit campioană mondială pe echipe la competiția organizată pentru probele care nu figurau pe programul olimpic. La Jocurile Olimpice de vară din 2004 a fost eliminată în turul întâi de franțuzoaica Adeline Wuillème. Doi ani mai târziu a devenit campioană mondială la individual „acasă” la Torino, după ce a trecut succesiv de conaționale Giovanna Trillini și Valentina Vezzali. La Jocurile Olimpice din 2008 a atins semifinale, unde a pierdut cu Vezzali, scorul fiind 12–3. A trecut în finală mică de Trillini, adjudecându-se medalia de bronz. La proba pe echipe, Italia a fost învinsă la limită de Rusia în semifinală, dar a depășit Ungaria în meciul pentru medalia de bronz. 
La scurt timp după Jocurile de la Beijing a fost chemată de Michele Santoro la emisiunea AnnoZero pe Rai 2, pentru a o înlocui pe Beatrice Borromeo. După această experiență, s-a întors pe planșă. La Campionatul Mondial din 2009 a cucerit aurul pe echipe pentru a două dată în carieră. În anul 2010 a participat la Ballando con le stelle cu Stefano Di Filippo. În anul 2014 s-a retras din sport în urma rănilor repetate.

## Legături externe
- it  www.margheritagranbassi.com, site-ul oficial
- it  Prezentare la site-ul Carabinieri
- en Margherita Granbassi la Olympedia.org